# Mistrzostwa Świata w Kolarstwie Przełajowym 1975
26. Mistrzostwa Świata w Kolarstwie Przełajowym 1975 odbyły się w szwajcarskiej miejscowości Melchnau, 26 marca 1975 roku. Rozegrano wyścigi mężczyzn w kategoriach zawodowców i amatorów.

## Medaliści
| Konkurencja:              | Złoto:             | Czas      | Srebro:            | Czas     | Brąz:              | Czas     |
| Klasyfikacja mężczyzn     |                    |           |                    |          |                    |          |
| Zawodowcy (26 marca 1975) | Roger De Vlaeminck | 1:09:53 h | Albert Zweifel     | + 0:31 m | Peter Frischknecht | + 1:26 m |
| Amatorzy (26 marca 1975)  | Robert Vermeire    | 1:00:11 h | Klaus-Peter Thaler | + 0:00 m | Gerrit Scheffer    | + 0:00 m |

## Szczegóły

### Zawodowcy
| Medal | Zawodnik           | Narodowość | Czas      |
| ----- | ------------------ | ---------- | --------- |
|       | Roger De Vlaeminck | Belgia     | 1:09:53 h |
|       | Albert Zweifel     | Szwajcaria | + 0:31    |
|       | Peter Frischknecht | Szwajcaria | + 1:26    |
| 4     | Eric De Vlaeminck  | Belgia     | + 2:03    |
| 5     | Albert Van Damme   | Belgia     | + 2:18    |
| 6     | Marc De Block      | Belgia     | + 2:48    |
| 7     | Hermann Gretener   | Szwajcaria | + 3:49    |
| 8     | Rolf Wolfshohl     | RFN        | + 4:22    |
| 9     | Michel Baele       | Belgia     | + 6:14    |
| 10    | Richard Steiner    | Szwajcaria | + 6:28    |

### Amatorzy
| Medal | Zawodnik            | Narodowość | Czas      |
| ----- | ------------------- | ---------- | --------- |
|       | Robert Vermeire     | Belgia     | 1:00:11 h |
|       | Klaus-Peter Thaler  | RFN        | + 0:00    |
|       | Gerrit Scheffer     | Holandia   | + 0:00    |
| 4     | Willy Lienhard      | Szwajcaria | + 2:09    |
| 5     | André Geirland      | Belgia     | + 2:20    |
| 6     | Czesław Polewiak    | Polska     | + 2:28    |
| 7     | Gilbert Lahalle     | Francja    | + 2:33    |
| 8     | Franco Vagneur      | Włochy     | + 2:41    |
| 9     | Eric Desruelle      | Belgia     | + 2:43    |
| 10    | Ekkehard Teichreber | RFN        | + 3:01    |

## Tabela medalowa
| Miejsce | Państwo    |   |   |   |   |
| ------- | ---------- | - | - | - | - |
| 1.      | Belgia     | 2 | 0 | 0 | 2 |
| 2.      | Szwajcaria | 0 | 1 | 1 | 2 |
| 3.      | RFN        | 0 | 1 | 0 | 1 |
| 4.      | Holandia   | 0 | 0 | 1 | 1 |